# Plaguewielder
Plaguewielder es el octavo álbum de estudio de la banda noruega de black metal, Darkthrone. Fue publicado por Moonfog Productions en 2001 y es uno de los álbumes más melódicos del Black metal de Darkthrone.

## Lista de canciones
1. "Weakling Avenger" – 7:55
2. "Raining Murder" – 5:14
3. "Sin Origin" – 6:45
4. "Command" – 8:02
5. "I, Voidhanger" – 5:38
6. "Wreak" – 9:16

## Créditos
- Fenriz – batería
- Nocturno Culto – guitarra eléctrica, bajo, voz
- Apollyon y Sverre Dæhli – coros en "Command"

- Datos: Q1756555